# Onthophagus beiranus
Onthophagus beiranus är en skalbaggsart som beskrevs av Louis Albert Péringuey 1908. Onthophagus beiranus ingår i släktet Onthophagus och familjen bladhorningar. Inga underarter finns listade i Catalogue of Life.